# Garamond (Schriftart)

Schriftmuster der Adobe Garamond Pro.

Garamond ist eine Gruppe von Schriftarten, die seit dem 16. Jahrhundert verwendet werden und von Claude Garamond geschaffen wurden oder auf diesen aufbauen. Garamond verwendete dabei die De-Aetna-Type (siehe auch Bembo und Cardo), die der Venezianer Francesco Griffo um 1495 für den Drucker Aldus Manutius geschaffen hatte, als Grundlage und schwächte deren kantigere Serifen ab. Die Garamond hat hervorragende Leseeigenschaften und ist bis heute die im Buchdruck am häufigsten eingesetzte Schriftart.
Wenn heutzutage von Garamond die Rede ist, ist damit nicht eine einzelne Schrift gemeint, sondern vielmehr eine Gruppe von Schriften – den Schriften vom Garamond-Typus. Lange Zeit war es üblich, alle guten französischen Schriftschnitte aus dem 16. Jahrhundert Claude Garamond zuzuschreiben. Erst jüngere Forschung hat gezeigt, dass viele davon nicht von ihm, sondern von Zeitgenossen stammen. Bekanntestes Beispiel einer solchen Verwechslung sind die anlässlich der Weltausstellung Paris 1900 gezeigten vermeintlichen Originalmatrizen Garamonds aus dem Bestand der Imprimerie Royale, die sich später als Material des Sedaner Schriftgießers Jean Jannon herausstellten und die als Vorbilder für einen Teil der heute noch erhältlichen Garamonds genutzt wurden.
Bis weit ins 17. Jahrhundert hinein erschienen immer wieder neue Alphabete gleichen Charakters, der heute französische Renaissance-Antiqua genannt wird.

## Implementierungen

Beispiele für Schriftvarianten, die durch die Verbreitung von Betriebssystemen bekannt wurden: MS-Windows (Monotype) und Apple (Bitstream)

Praktisch jeder bedeutende Schriftenanbieter hat heute seine Version der Garamond im Angebot – oft von bedeutenden Typographen unserer Zeit umgesetzt (Berthold-Garamond: Günter Gerhard Lange; Adobe Garamond: Robert Slimbach, Sabon-Antiqua: Jan Tschichold; Sabon Next: Jean-François Porchez, Amsterdamer Garamond: M. F. Benton/T. M. Cleland, Garamond Classico: Franko Luin, Simoncini Garamond: Francesco Simoncini, ITC Garamond Handtooled: Edward Benguiat). Manche der als Garamond angebotenen Schriften haben allerdings mit dem Vorbild kaum mehr als den Namen gemein (z. B. Monotype Garamond, basiert eher auf den Arbeiten von Jean Jannon, ebenso ITC Garamond, entworfen von Tony Stan).

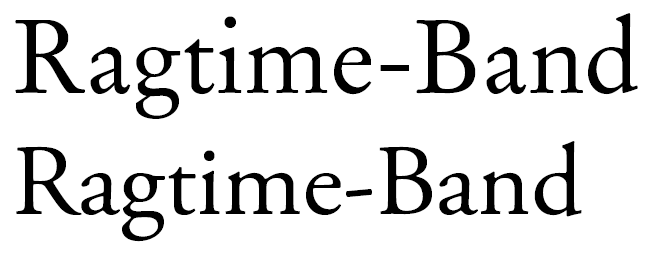
Stempel Garamond (oben) und Adobe Garamond (unten) im Direktvergleich

Zumindest im deutschsprachigen Raum hat die Stempel Garamond (der D. Stempel AG, heute in der Linotype Library) den Ruf, die originalgetreueste Garamond zu sein. Ihr Vorbild waren gemäß Angaben der D. Stempel AG Garamonds Originaldrucke. „Der 1925 abgeschlossene Neuschnitt unserer Garamond beruht auf Drucken des Stempelschneiders, Schriftgießers und Druckers Claude Garamond (1480–1561), und zwar aus dessen reifen Schaffensjahren um 1540.“ Die zwischen 1925 und 1932 veröffentlichten Neuschnitte wurden unter der Leitung von Rudolf Wolf für Stempel geschaffen. Das nebenstehende Bild zeigt sie über der Adobe-Variante und lässt besonders im „a“ ihre ältere Form erkennen.
Mit der Digitalisierung der Stempel’schen Garamond wurde auf die meisten Ligaturen und Variationen, z. B. Lang-s (ſ), & (Et), verzichtet.

Die freie Implementierung EB Garamond von Georg Duffner und anderen Mitwirkenden.

Die EB Garamond („Egenolff-Berner Garamond“) ist eine freie Software unter der SIL Open Font License. Dieses von Georg Duffner begonnene Projekt versucht eine möglichst originaltreue Wiedergabe der Schriftschnitte von Claude Garamond (Antiqua) und Robert Granjon (Kursiv) zu verwirklichen. Die Grundlage dafür sind Scans des Egenolff-Berner-Schriftmusters aus dem Jahre 1592. Da es sich um ein Gemeinschaftsprojekt handelt, haben neben Georg Duffner auch zahlreiche andere Personen an dieser Implementierung mitgewirkt, insbesondere Octavio Pardo, der die fetten Schriftschnitte ergänzt hat. Die aktuellsten Ausgaben der EB Garamond sind zur Einbettung in Webseiten auf Google Fonts oder zum Download als OTF- und TTF-Dateien in Octavio Pardos Repository frei verfügbar.

## Erhaltene Originalstempel und -matrizen
Einige vollständige Sätze von Originalstempeln, -matrizen und -abgüssen sind bis heute erhalten und werden im Antwerpener Plantin-Moretus-Museum und in der Pariser Imprimerie Nationale aufbewahrt.

## Klassifikation der Schrift
- Nach DIN 16518 gehört die Garamond in die Gruppe II (Französische Renaissance-Antiqua)
- Nach der Beinert-Matrix gehört sie zur Gruppe 1, Untergruppe Französische Renaissance-Antiqua